# Arnold Pressburger

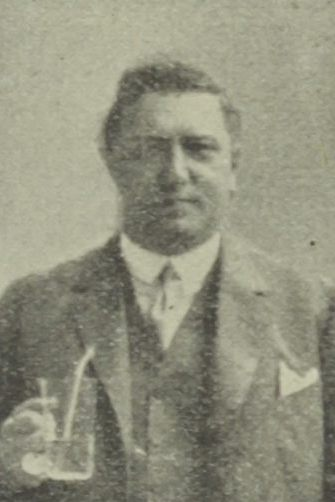
Arnold Pressburger, um 1924

Arnold Pressburger (* 27. August 1885 in Pressburg, Österreich-Ungarn; † 17. Februar 1951 in Hamburg) war ein österreichischer Filmproduzent.

## Leben und Werk
Arnold Pressburger übersiedelte 1910 nach Wien und gründete dort 1911 gemeinsam mit Siegmund Philipp den Filmverleih Philipp & Pressburger Allgemeine Kinematographen- und Film-Gesellschaft. Der Verleih entwickelte sich rasch zum größten der Monarchie.
Ab 1915 begann die Gesellschaft vereinzelt auch Filme herzustellen, darunter Charlie, der Wunderaffe (Joe May, 1915) und Der Glücksschneider (Hans Otto Löwenstein, 1916). Daneben arbeitete Pressburger seit 1916 für die Österreichisch-ungarische Sascha-Messter-Filmfabrik GmbH, die 1918 Philipp & Pressburger aufkaufte, zur Sascha Filmindustrie AG umgewandelt wurde und für die Pressburger bis 1925 rund 100 Filme produzierte.
In diesem Umfeld lernte Pressburger auch den Schriftsteller und Drehbuchautoren Karl Gustav Vollmoeller kennen, der damals durch seine beiden Filme Das Mirakel und Venezianische Nacht internationale Erfolge feierte. Aus der Zusammenarbeit mit Regisseur Alexander Korda gingen die Filme Prinz und Bettelknabe (1920), Herren der Meere und Eine versunkene Welt (beide 1921/22) hervor.
Mihali Kertész, der später als Michael Curtiz internationale Berühmtheit erlangte, inszenierte unter Pressburgers Produktionsleitung unter anderem Die Dame mit dem schwarzen Handschuh (1919), Die Dame mit den Sonnenblumen, Die Sterne von Damaskus (beide 1920), Frau Dorothys Bekenntnis (1921), Sodom und Gomorrha (1922), Der junge Medardus (1923), Die Sklavenkönigin (1924) und Der goldene Schmetterling (1926).
Im Dezember 1925 gründete Arnold Pressburger in Berlin mit Josef Somló aus einer Firmenübernahme die Sascha Filmindustrie GmbH, die dann nach einer weiteren Umfirmierung und mit Hermann Fellner als zusätzlichem Teilhaber von 1926 bis 1934 als Produktionsfirma F.P.S. Film GmbH bestand. Der Firmenname setzte sich aus den Anfangsbuchstaben der Nachnamen zusammen. 1930 verließ Pressburger die F.P.S. und gründete die Allianz-Tonfilm, die bis 1931 zehn Filme produzierte, darunter den Carmine-Gallone-Film Die singende Stadt (1930, mit Brigitte Helm und Jan Kiepura), Hans Behrendts Geschichtsdrama Danton (1931, mit Fritz Kortner und Gustaf Gründgens), Fritz Kortners Regiedebüt Der brave Sünder (1931, mit Max Pallenberg und Heinz Rühmann) und Phil Jutzis berühmte Döblin-Verfilmung Berlin – Alexanderplatz (1931, mit Heinrich George und Maria Bard). Seit 1931 arbeitete Pressburger auch für die Ufa, für die er u. a. Anatole Litvaks Filmlustspiel Nie wieder Liebe (1931, mit Harry Liedtke und Lilian Harvey) produzierte. In dieser Zeit arbeitete er erstmals auch mit Gregor Rabinowitsch zusammen.
Beide verließen die Ufa 1932 und gründeten gemeinsam die Cine-Allianz Tonfilm GmbH, die in den folgenden Jahren mehrsprachige Musikfilme mit bedeutenden Regisseuren wie Marcel Carné, René Clair, Arnold Fanck, Carmine Gallone, Fritz Lang, Max Ophüls, Reinhold Schünzel und Detlef Sierck und mit internationalen Stars wie Marta Eggerth, Willi Forst, Brigitte Helm und Jan Kiepura produzierte. Pressburger und Rabinowitsch waren Juden und im Zuge der „Arisierung“ der deutschen Filmindustrie wurde die Cine-Allianz 1935 in eine Liquidationsgesellschaft überführt; 1937 folgte die Enteignung. Rabinowitsch setzte seine Arbeit in Frankreich fort, Pressburger ging über Großbritannien nach Frankreich und von dort aus 1941 nach Hollywood, wo er erneut eine eigene Filmproduktionsgesellschaft – die Arnold Pressburger Films – gründete. Das Unternehmen brachte nur vier Filme hervor, deren Regisseure jedoch Weltrang hatten: The Shanghai Gesture (Josef von Sternberg, 1941), Hangmen Also Die (Fritz Lang, 1943), It Happened Tomorrow (René Clair, 1944) und A Scandal in Paris (Douglas Sirk = Detlef Sierck, 1946). Während der Dreharbeiten zu Peter Lorres Meisterwerk Der Verlorene starb Arnold Pressburger in Hamburg an den Folgen einer Gehirnblutung.
Arnold Pressburger war der Vater des Filmproduzenten Fred Pressburger (1915–1998).

## Filmografie
Als Produzent, wenn nicht anders angegeben:

### Stummfilme
- 1913: König Menelaus im Kino
- 1915: Der Narr des Schicksals
- 1915: Charly, der Wunderaffe
- 1916: Wien im Krieg
- 1916: Sami, der Seefahrer
- 1916: Moritz Wasserstrahl als Stratege
- 1916: Gestern noch auf stolzen Rossen
- 1916: Der Nörgler
- 1916: Der Glücksschneider
- 1917: Wir und die anderen
- 1917: Was die Liebe vermag
- 1917: Um ein Weib
- 1917: Krieg im ewigen Schnee
- 1917: Fred Roll. 2. Teil
- 1917: Er rächt seine Schwiegermutter
- 1917: Er muß sie haben
- 1917: Das schwindende Herz
- 1917: Die goldene Wehr
- 1917: Die Liebe einer Blinden
- 1917: Der neue Tantalus
- 1917: Der gewonnene Prozeß
- 1917: Der geizige Hannes
- 1917: Der Weg zum Frieden
- 1917: Der Schmuck der Herzogin
- 1917: Der Mann ohne Kopf
- 1917: Der Mann mit der Maske
- 1917: Der Gewissenswurm
- 1917: Der Diebstahl
- 1917: Der Brief einer Toten
- 1917: Dem Frieden entgegen
- 1917: Albert läßt sich scheiden
- 1918: Pinselputzi stiftet Unheil und eine Ehe
- 1918: Pinselputzi rendevouzelt
- 1918: Frank Boyers Diener
- 1918: Der grüne Diamant
- 1918: Der Märtyrer seines Herzens
- 1918: Der Liebe Macht, des Rechtes Sieg
- 1918: Das neue Leben
- 1918: Alte und junge Geister
- 1918: Österr.-ungar. Artillerie war an der Westfront
- 1918: Willibald wird Millionär
- 1918: Wiener Modeschau
- 1918: Wer zuletzt lacht
- 1918: Wenn die Liebe auf den Hund kommt
- 1918: Seine tapfere Frau
- 1918: Meine Tochter: deine Tochter
- 1918: Lenas noble Bekanntschaft
- 1918: Ihre beste Rolle
- 1918: Er amüsiert sich
- 1918: Don Juans letztes Abenteuer
- 1918: Die beiden Meier
- 1918: Der vorsichtige Kapitalist
- 1918: Der letzte Erbe von Lassa
- 1918: Der Weg zum Reichtum
- 1918: Der Tribut des Künstlers
- 1918: Der Stärkere
- 1918: Der Mandarin
- 1918: Das andere Ich
- 1918: Das Nachtlager von Mischli-Mischloch
- 1918: Das Haus zum blauen Löwen
- 1918: Das Baby
- 1918: Am Tor des Lebens
- 1919: Zwei Welten
- 1919: Ein gefährliches Spiel
- 1919: Die Spinne
- 1919: Die Hindernisehe
- 1919: Die Dame mit dem schwarzen Handschuh
- 1919: Der Krebs
- 1919: Der Fall Popinoff
- 1919: Der Einbrecher im Frack
- 1919: Abrechnung unter Komplizen
- 1920: Die Jagd nach dem Glück
- 1920: Prinz und Bettelknabe
- 1920: Mrs. Tutti Frutti
- 1920: Madame Schiebary
- 1920: Dollarsegen
- 1920: Die Sterne von Damaskus
- 1920: Die Gottesgeißel
- 1920: Die Dame mit den Sonnenblumen
- 1920: Das verunglückte Erbe
- 1921: Cherchez la femme
- 1921: Wege des Schreckens
- 1921: Quell der Geister
- 1921: Jacks Geheimnis
- 1921: Fred Roll, der Sekretär des Gummikönigs
- 1921: Frau Dorothys Bekenntnis
- 1921: Der Ehekrüppel
- 1921: Der Ausflug in die Seligkeit
- 1922: Herren der Meere
- 1922: Eine versunkene Welt
- 1922: Zigeunerliebe
- 1922: Sodom und Gomorrha
- 1922: Serge Panine
- 1923: Rumpelstilzchen
- 1923: Namenlos
- 1923: Fräulein Frau
- 1923: Die letzte Fürstin
- 1923: Der junge Medardus
- 1924: Salambo
- 1924: Harun al Raschid
- 1924: Die Sklavenkönigin
- 1924: Die Rache der Pharaonen
- 1924: Die Pensionsgöhre
- 1925: Das Spielzeug von Paris
- 1926: Man spielt nicht mit der Liebe
- 1926: Ledige Töchter
- 1926: Der goldene Schmetterling
- 1927: Die letzte Nacht
- 1927: Mein Leben für das Deine
- 1927: Die berühmte Frau
- 1927: Der fröhliche Weinberg
- 1929: Der Würger

### Tonfilme
- 1929: Das Land ohne Frauen; Produzent, Produktionsleitung
- 1930: Zweimal Hochzeit
- 1930: Heute Nacht – eventuell
- 1930: Drei Tage Mittelarrest
- 1930: Die singende Stadt
- 1931: Danton
- 1931: Nie wieder Liebe: Produktionsleitung
- 1931: Meine Cousine aus Warschau
- 1931: Man braucht kein Geld
- 1931: Ma cousine de Varsovie
- 1931: Der brave Sünder
- 1931: Calais: Douvres; Produktionsleitung
- 1931: Berlin – Alexanderplatz
- 1932: Une jeune fille et un million
- 1932: Tell Me Tonight
- 1932: Sehnsucht 202
- 1932: Madame hat Besuch
- 1932: Lumpenkavaliere
- 1932: La chanson d'une nuit
- 1932: Der große Trick
- 1932: Das Lied einer Nacht
- 1933: Spione am Werk
- 1933: Ein Lied für Dich
- 1933: Tout pour l'amour
- 1933: Leise flehen meine Lieder
- 1933: Ihre Durchlaucht, die Verkäuferin
- 1933: Caprice de princesse
- 1934: Der ewige Traum
- 1934: The Unfinished Symphony
- 1934: So endete eine Liebe
- 1934: Rhapsodie. Ein musikalisches Intermezzo aus dem Leben Franz Liszts (Kurzfilm)
- 1934: My Song for You; Koproduzent
- 1934: My Heart Is Calling
- 1934: Mon cœur t’appelle
- 1934: Mein Herz ruft nach Dir
- 1934: Ihr größter Erfolg
- 1934: Die englische Heirat
- 1934: Die Abschieds-Symphonie
- 1935: Rêve éternel (franz. Vers. von Der ewige Traum)
- 1935: J'aime toutes les femmes
- 1935: Ich liebe alle Frauen
- 1935: Die blonde Carmen
- 1935: Mazurka
- 1937: The Return of the Scarlet Pimpernel (Großbritannien)
- 1938: Prison Without Bars (Großbritannien)
- 1938: Prison sans barreaux (Frankreich)
- 1938: L’affaire Lafarge (Frankreich)
- 1939: Conflit (Frankreich)
- 1939: Le Déserteur/Je t’attendrai/Three Hours (Frankreich/USA)
- 1940: Cavalcade d’amour (Frankreich)
- 1941: Abrechnung in Shanghai (The Shanghai Gesture) (USA)
- 1943: Auch Henker sterben (Hangmen Also Die!) (USA)
- 1944: Es geschah morgen (It Happened Tomorrow) (USA)
- 1946: Ein eleganter Gauner (A Scandal in Paris) (USA)
- 1951: Der Verlorene